# 勞芬 (瑞士)
勞芬（德語：Laufen）是瑞士巴塞爾鄉村州的城鎮，位於該國北部，面積11.37平方公里，海拔高度354米，2011年人口5,306，其中六成居民信奉羅馬天主教。

## 交通
劳芬位于瑞士联邦铁路比尔-德莱蒙-巴塞尔铁路干线上，是靠近巴塞尔的重要一站。

## 外部連結
- Official website （德文）